# Cademario
Cademario (in dialetto ticinese Canvée) è un comune svizzero di 791 abitanti del Canton Ticino, nel distretto di Lugano.

## Geografia fisica
Cademario è una località turistica situata nel Malcantone.

## Storia
Le più antiche strutture di cui abbiamo conoscenza sono state scoperte nel 1939 in località la Forcora e consistono in una necropoli dell'età del ferro.
La prima menzione che abbiamo di Cademario è in un testo del 1163 dove è riferito come Cademerio. Il nome Cademario è prevalente in tutte le epoche. Le varianti di cui abbiamo anche traccia sono Cadelmario, Cadamario, Cadolmario, Cadelinario, Chadelmario.
Attorno all’anno 1000, la data non è certa, gran parte del territorio di Cademario passò dalla giurisdizione della Corte di Agnuzzo a quella del monastero di Sant’Abbondio di Como che lasciò in gestione il territorio agli stessi abitanti (massari) in cambio di un canone annuale con, più tardi, possibilità di riscatto. Dopo il 1355 il territorio passò sotto il controllo del vescovo di Milano e nel 1512 sotto lo scudo elvetico.
Cademario dipendeva dalla parrocchia di Agno, dalla quale ha ottenuto l’indipendenza spirituale nel 1626.
L’economia era essenzialmente basata sulla coltivazione e pastorizia e la migrazione, stagionale ma soprattutto definitiva, ha segnato una significativa diminuzione della popolazione dal 1600 al 1800.
Il territorio di Cademario in origine era più esteso e comprendeva Bioggio e Bosco Luganese, dal quale si è separato per ultimo nel 1783, per volontà del comune di Bosco Luganese. La separazione spirituale segue pochi anni dopo nel 1807.

## Monumenti e luoghi d'interesse

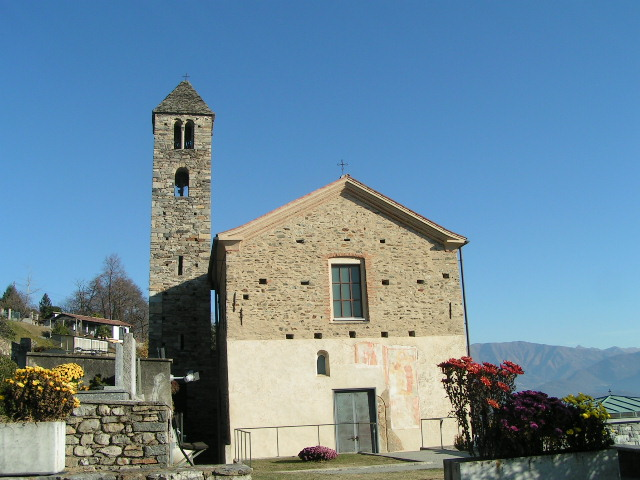
La chiesa di Sant'Ambrogio vecchio

- Chiesa di Sant'Ambrogio vecchio, eretta prima del 1000, romanica con affreschi[2] della prima metà del XIII secolo[3];
- Chiesa parrocchiale di Sant'Ambrogio, eretta nel XVII secolo[2];
- Chiesa di San Bernardo[senza fonte];
- Kurhaus in località Lisone, sanatorio eretto negli anni 1920[2].

## Società

### Evoluzione demografica
L'evoluzione demografica è riportata nella seguente tabella:
Abitanti censiti

## Amministrazione
Ogni famiglia originaria del luogo fa parte del cosiddetto comune patriziale e ha la responsabilità della manutenzione di ogni bene ricadente all'interno dei confini del comune. L'ufficio patriziale, rieletto il 26 aprile 2009, è presieduto da Antonio Rezzonico.

## Sport
L'Associazione Sportiva Cademario (AS Cademario, Cademario o in dialetto ticinese "Canvée"), é una squadra di calcio fondata nell'anno 1925. Attualmente (2017/18) si trova in 3.Lega della Federazione Ticinese di Calcio, ma avendo vinto il campionato 2 partite in anticipo, è stata promossa in 2.Lega regionale per la stagione seguente (2018/19)...